# Goodyera beccarii
Goodyera beccarii är en orkidéart som beskrevs av Rudolf Schlechter. Goodyera beccarii ingår i släktet knärötter, och familjen orkidéer. Inga underarter finns listade i Catalogue of Life.